# Bonne Aventure
Bonne Aventure es una localidad de Trinidad y Tobago, que forma parte de la región de Couva-Tabaquite-Talparo.

## Geografía
La localidad abarca parte de la isla Trinidad y limita al norte con Forres Park, Tortuga y Mayo al sur con Ben Lomond (perteneciente a la región de Princes Town), al este con Corosal, Poonah y Ben Lomond y al oeste con Caratal, Parforce y Gasparillo.

## Demografía
Datos demográficos de la localidad de Bonne Aventure:
| Gráfica de evolución demográfica de Bonne Aventure entre 2000 y 2011 |
|                                                                      |